# Aloe inermis
Aloe inermis är en grästrädsväxtart som beskrevs av Peter Forsskål. Aloe inermis ingår i släktet Aloe och familjen grästrädsväxter. Inga underarter finns listade i Catalogue of Life.